# Thunderclap Newman
Thunderclap Newman é uma banda de rock britânica formada em 1969. Lançou um único álbum, Hollywood Dream, cujo primeiro single, "Something in the Air", alcançou a 1ª colocação das paradas musicais do Reino Unido.

## História
A banda foi arregimentada em Londres em 1969 por Pete Townshend. O guitarrista e compositor do The Who reuniu os músicos Andy Newman e Jimmy McCulloch para acompanhar seu motorista John "Speedy" Keene nas gravações das composições deste. Keene, também baterista, cantor e guitarrista, tivera uma canção sua, "Armenia City in the Sky", gravada pelo Who em seu álbum The Who Sell Out, de 1967.
Com os músicos reunidos no estúdio, Townshend produziu e tocou baixo nas sessões de gravação de Hollywood Dream, primeiro e único álbum do grupo, que deu origem ao hit "Something in the Air". O inesperado sucesso da canção (que alcançou a 1ª colocação da UK Singles Chart), aliada à inevitável separação da banda no rastro do sucesso, rendeu ao Thunderclap Newman o epítome de one-hit wonder.
Newman gravou um álbum solo em 1971, Rainbow, enquanto McCulloch envolveu-se com diversas bandas (a mais notória sendo o Wings, de Paul McCartney) antes de sua morte em 1979 de uma overdose de heroína. Keene tentou seguir carreira solo, trabalhando também como produtor musical de bandas como The Heartbreakers e Motörhead até deixar definitivamente a indústria musical em 1977, morrendo aos 56 anos em 2002.
Newman voltou aos palcos com o Thunderclap Newman em 2010, com uma apresentação no Con Clube em Lewes, Sussex. A nova formação da banda trazia Tony Stubbings (baixo), Nick Johnson (guitarra), Mark Brzezicki (ex-Big Country, bateria) e Josh Townshend (sobrinho de Pete Townshend, na guitarra rítmica e vocais). Outras datas foram marcadas para 2011, com o grupo abrindo os concertos do Big Country em uma excursão pelo Reino Unido.

## Discografia

### Álbuns
- 1969 Hollywood Dream

### Singles
- 1969 "Something in the Air" / "Wilhelmina"
- 1969 "Accidents" / "I See It All"
- 1970 "The Reason" / "Stormy Petrel"
- 1970 "Wild Country" / "Hollywood"